# Вірмено-турецька війна
Вірмено-турецька війна — військовий конфлікт між Республікою Вірменія з одного боку і Туреччиною, РРФСР і Азербайджанською РСР — з іншого, (24 вересня  — 2 грудня 1920 року).
Війна закінчилася поразкою збройних сил Республіки Вірменія та підписанням Александропольського мирного договору. На переговорах про укладення миру вірменська делегація була змушена заявити про відмову від визнання раніше підписаного Севрського мирного договору і поступитися Туреччині територією Карської області. Фактично, проте, вірменська делегація до моменту підписання договору втратила свою правочинність, оскільки уряд Республіки Вірменія пішов у відставку, передавши владу коаліційному урядові, до складу якого увійшли вірменські націоналісти і більшовики, а на територію Вірменії до цього часу увійшли частини 11-ї Армії РСЧА РРФСР.
5 грудня в Єревані влада перейшла до ревкому, який складався в основному з етнічних вірмен з Азербайджану, що де-факто поклало кінець незалежності Республіки Вірменія.

## Передісторія

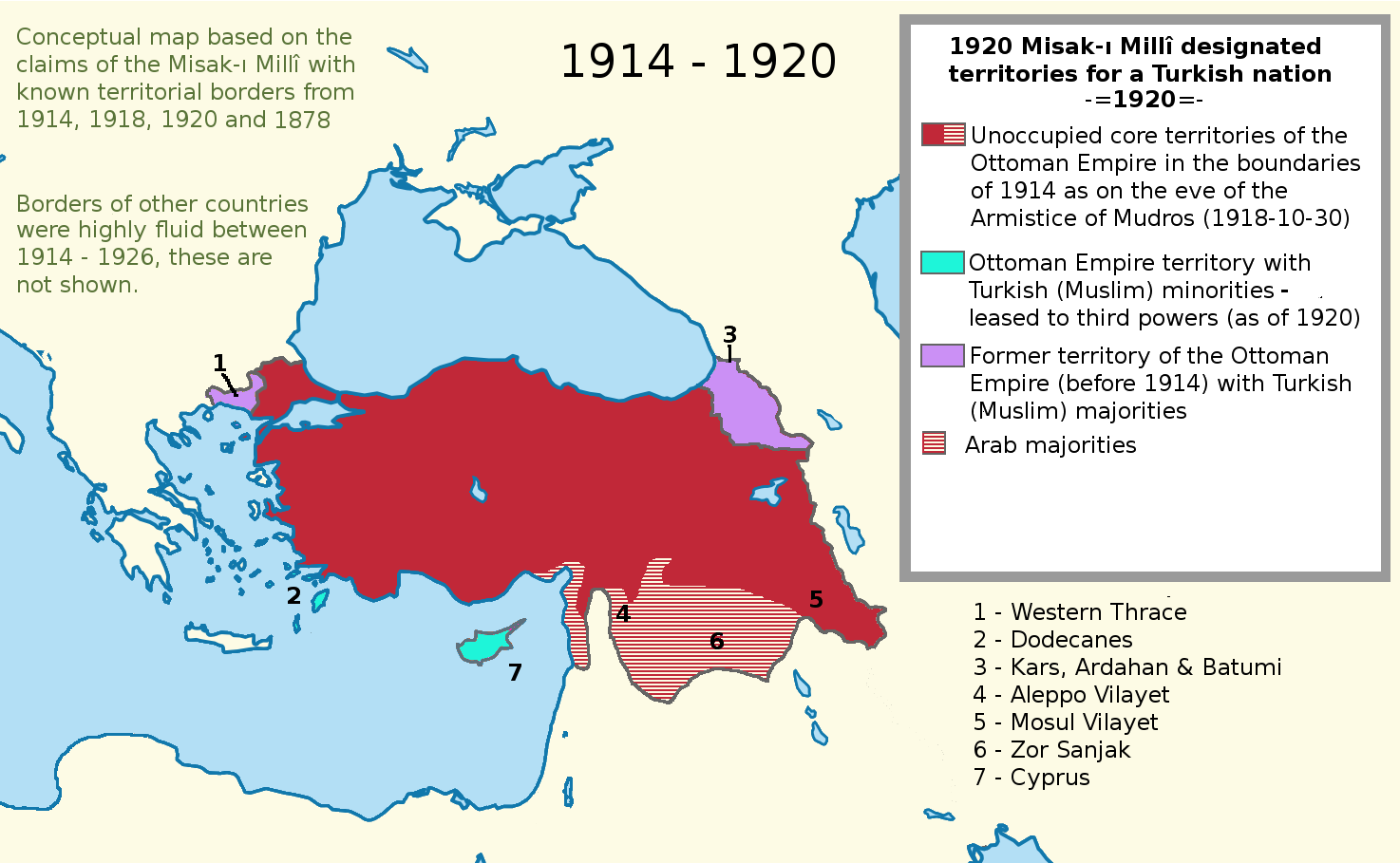
Межі Турецької Республіки відповідно до Національного турецького пакту

28 січня 1920 року в Константинополі новообрана палата депутатів, більшість у якій становили прихильники кемалістського руху, прийняли «Декларацію незалежності Туреччини», більш відому як Національний турецький пакт, або Національна обітниця. Територіальні питання в цьому документі вирішувалися наступним чином: питання по арабських землях виносилось на плебісцит їх населення, а землі, населені представниками турецької нації, безумовно повинні були залишитися в складі Туреччини. Під територією, населеною турецькою нацією, розумілася вся територія сучасної Турецької Республіки, за винятком Західної Фракії і районів Карса, Ардагана і Батумі, де передбачалося провести референдум про державну приналежність цих територій.
У відповідь на ухвалення Національної обітниці держави Антанти 16 березня окупували Стамбул і зону Чорноморських проток, відкривши з середини 1920 року бойові дії проти Турецької Республіки.
Головною ударною силою Антанти у війні проти Туреччини в Західній Анатолії була грецька армія, яка окупувала район Ізміру з травня 1919 року, тому і війна ця в літературі отримала назву Греко-турецької війни. Велика Британія, Франція та США планували обмежити активність своїх військ зоною проток, не надаючи суттєвої підтримки Греції в бойових діях проти Туреччини. У той же час президент США Вудро Вільсон запропонував владі Вірменської Республіки вступити у війну на боці Антанти, обіцяючи після перемоги включити до складу Вірменії всі історичні вірменські землі. США також обіцяли Вірменії допомогу озброєнням, обмундируванням, продовольством.
Відкриття ще одного фронту — проти Вірменії — крім відволікання сил загрожувало кемалістам ускладненням відносин з Радянською Росією, яка вважала Закавказзя сферою своїх виключних інтересів.
23 квітня в Ангорі відкрилося перше засідання Великих національних зборів Туреччини, скликаного Представницьким комітетом. З цього моменту в Туреччині діяли два центри влади — ВНЗТ (кемалістський уряд) і міжнародно визнаний уряд в окупованій столиці Туреччини Стамбулі (Константинополі) — адміністрація султана Мехмеда VI Вахідеддін. Сам Мустафа Кемаль був обраний головою президії парламенту і главою уряду Великих національних зборів, які на той період не визнавалися жодною з держав.
26 квітня Мустафа Кемаль звернувся до голови РНК РРФСР В. І. Леніна з проханням про надання Туреччині військової допомоги і пропозицією встановити дипломатичні відносини і розробити загальну військову стратегію на Кавказі. Ця стратегія стосувалася подолання так званого кавказького бар'єру, створеного дашнаками, грузинськими меншовиками і Англією як перешкода для розвитку відносин між Радянською Росією і кемалістами. Дашнакська Вірменія не дозволяла транспортувати вантажі в Туреччину через свою територію, а доставка допомоги по Чорному морю ускладнювалась присутністю кораблів країн Антанти.
В кінці квітня — першій половині травня силами 11-ї армії РСЧА і за сприяння турецьких кемалістів майже на всій території Азербайджану була встановлена радянська влада, в тому числі в Карабасі, звідки були виведені регулярні вірменські війська.

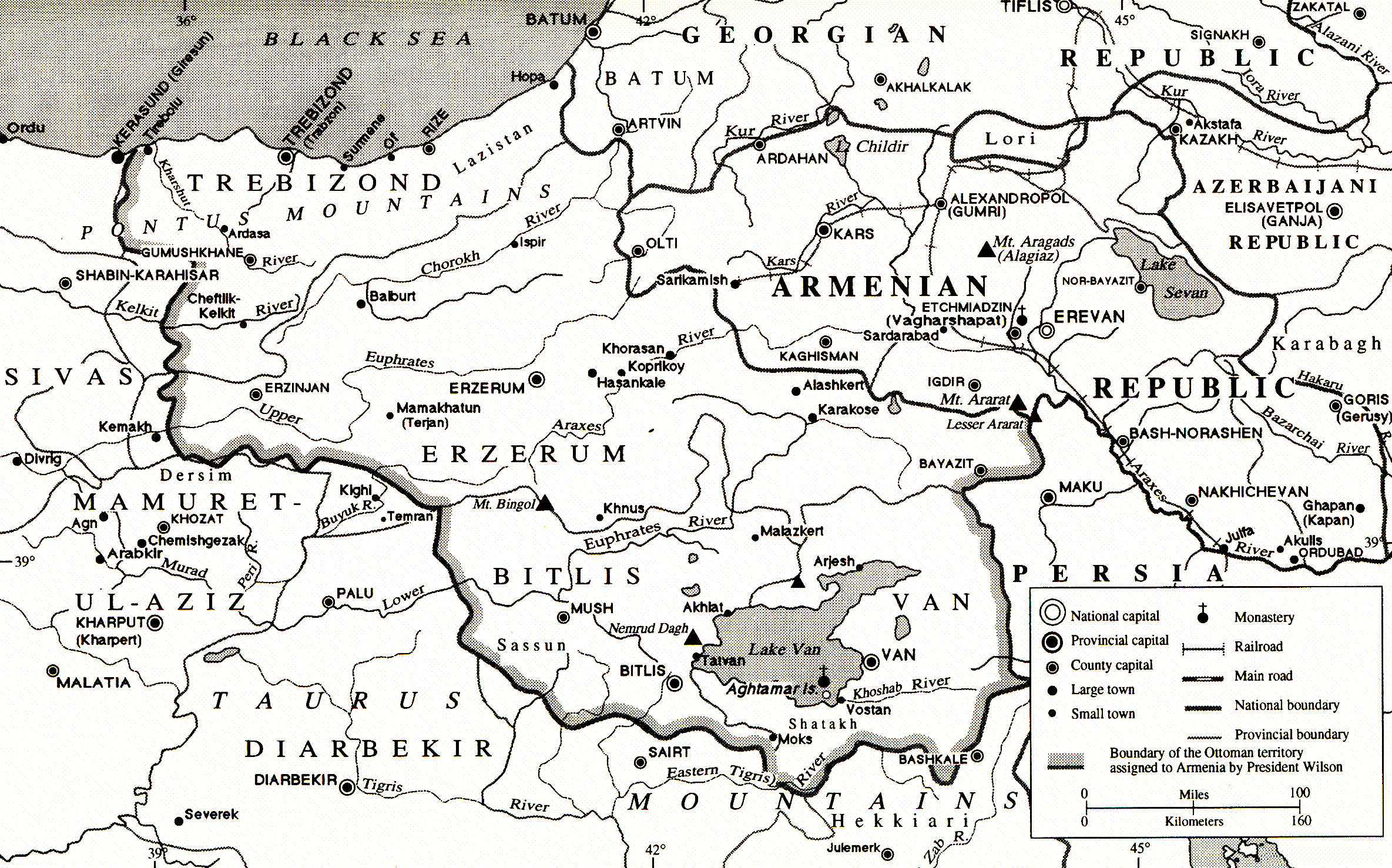
Території колишньої Османської імперії, що передавалися до складу Вірменії відповідно до арбітражного рішення президента США В. Вільсона по Севрському мирному договору 1920 р

Тим часом, отримавши звістку про те, що султанський уряд має намір дати згоду на те, щоб питання про кордон між Туреччиною і Республікою Вірменією було вирішене арбітражем президента США Вудро Вільсона, Великі національні збори Туреччини визнали це принизливим і неприйнятним для Туреччини, 7 червня анулювали всі офіційні акти, вчинені султанським урядом без схвалення ВНЗТ, починаючи з 16 березня 1920 року, тобто з дня окупації Стамбула. 9 червня була оголошена мобілізація в східних вілаєтах. Східна армія під командуванням генерал-лейтенанта Кязим-паші Карабекіра була висунута через північні райони Ірану в напрямку Нахічевані.
З початком прикордонних сутичок, в яких брали участь з обох сторін частини регулярних військ, кемалістський уряд Туреччини і Вірменія фактично перебували в стані війни. Від військового конфлікту сторони якийсь час утримувала позиція керівництва Радянської Росії, яке вважало війну Туреччини проти Вірменії небажаною і висловило готовність до посередництва. За кілька тижнів до підписання Севрського мирного договору Вірменія направила прикордонні війська в Ольтінський округ, який формально не належав Туреччині, але перебував під фактичним контролем мусульманських польових командирів (в основному курдських) і підрозділів турецької армії, що залишались тут в порушення умов Мудроського перемир'я. Введення військ розпочалося 19 червня, а до 22 червня вірмени взяли під свій контроль більшу частину території округу, включаючи міста Ольтен і Пеняк. З точки зору турецьких націоналістів, йшлося про вторгнення вірменських військ на територію Туреччини.
7 липня кемалістський уряд направив ноту вірменському уряду, в якій, посилаючись на Брест-Литовський і Батумський договори, зажадав вивести війська з турецької території за межі кордону, встановленого цими договорами.
Тим часом 11-я армія РККА вже наближалася до кордонів Нахічеваню. Ще 25 червня командувач армією Левандовський віддав наказ про підготовку до виходу на кордон з Іраном, в якому частинам наказувалося вийти на лінію Нахічевань-Джульфа-Ордубад. В цей же час на Нахічевань з Єревана висувалося угруповання вірменських військ під командуванням генерала Багдасарова. Проте 2 липня вірменська армія натрапила на 9-тисячний корпус турецької армії під командуванням Джавід-бея, який здійснив марш-кидок в райони Нахічевані, Джульфи і Ордубади. Передові частини корпусу, в яких налічувалося 3 тис. багнетів, досягли Шахтахти і Нахічевані. З метою налагодження союзницьких відносин між Радянською Росією і кемалістською Туреччиною і уточнення шляхів можливої взаємодії представники Баязетської дивізії прибули 7 липня в польовий штаб 20-ї дивізії Червоної армії, що розташовувався в с. Герус, з пропозицією висунути військові з'єднання на лінію Нахічевань-Ордубад. Це було необхідно для спільних дій проти вірменських частин. Поставивши перед урядом Вірменії питання про присутність своїх військ в Нахічевань і Зангезурі і не дочекавшись позитивної відповіді, керівництво Радянської Росії вирішило почати військові дії з метою встановлення радянської влади в Нахічевань. Частинам Червоної армії наказувалося нещадно знищувати дашнакські війська, не зупиняючись перед переходом державного кордону Вірменії. Наступ же вірменських військ на Нахічевань було блоковано, з одного боку, наступальними операціями Червоної армії, з іншого — масованою атакою турецьких військ. Це було необхідно для спільних дій проти вірменських частин. Поставивши перед урядом Вірменії питання про присутність своїх військ в Нахічевань і Зангезуре і не дочекавшись позитивної відповіді, керівництво Радянської Росії вирішило почати військові дії з метою встановлення радянської влади в Нахічевань. Частинам Червоної армії наказувалося нещадно знищувати дашнакского війська, не зупиняючись перед переходом державного кордону Вірменії. Наступ ж вірменських військ на Нахічевань було блоковано, з одного боку, наступальними операціями Червоної армії, з іншого — масованою атакою турецьких військ.
28 липня — 1 серпня частини РККА і кемалістською війська взяли під свій спільний контроль Нахічевань, де 28 липня була проголошена Нахічеванська Радянська Соціалістична Республіка. 10 серпня між Вірменією і РРФСР був підписаний договір про припинення вогню, який закріпив перебування радянських військ на тимчасовій основі в спірних територіях — Зангезуре, Карабасі й Нахічевані (під контролем вірменських військ залишилися Шахтахти і весь Шарур).
Тим часом в Москві вела переговори перша офіційна делегація Великих національних зборів Туреччини під керівництвом народного комісара закордонних справ Бекіра Самі. Турецька делегація завзято наполягала на необхідності військового походу проти Вірменії, мотивуючи це тим, що якщо за короткий термін не буде створено сухопутний коридор через Нахічевань з Азербайджаном і Червоною Армією, котра там знаходиться, то загибель національного руху в Туреччині буде неминучою. Бекір Самі вимагав хоча б усної згоди Радянської Росії на зайняття турками Сарикамиш і Шахтахти. Після з'ясування з членом Військово-революційного Ради Кавказького фронту Г. К. Орджонікідзе питання про доцільність зайняття турками Шахтахти і Сарикамиш, Г. В. Чичерін повідомив Бекіра Самі, що радянський уряд не заперечуватиме, за умови що турки не просунуться далі цієї лінії [14] . В ході переговорів було також досягнуто згоди, яка передбачала надання допомоги Великим національним зборам Туреччини зброєю, боєприпасами і золотом, а в разі необхідності — спільними військовими діями. У розпорядження Г. К. Орджонікідзе було негайно спрямовано для наступного передавання туркам 6 тис. гвинтівок, понад 5 млн патронів і 17 600 снарядів. Грошова допомога була узгоджена до суми 5 млн золотих рублів.
10 серпня у Франції 14 держав (султанський уряд Туреччини і Республіки Вірменія включно) підписали Севрський мирний договір, який офіційно оформляв поділ арабських і європейських володінь Османської імперії . Зокрема, Туреччина визнавала Вірменію як «вільну і незалежну державу», Туреччина і Вірменія погоджувалися підкоритися президентові США Вудро Вільсонові в питаннях з арбітражу кордонів в межах вілаєтів Ван, Бітліс, Ерзурум і Трапезунд. Севрський договір був сприйнятий в Туреччині як несправедливий і «колоніальний», як очевидний прояв нездатності султана Мехмеда VI захищати національні інтереси Туреччини.
Великі національні збори Туреччини відмовилися ратифікувати Севрський мирний договір. Кемалісти не збиралися визнавати умови договору, за якими їм би довелося віддати Вірменії частину споконвічно турецької території, встановленої «Національним турецьким пактом», — більше того, в їх розумінні споконвічно турецькими землями вважалася не тільки Західна Вірменія, а і принаймні половина території, яку в серпні 1920 року контролювала Республіка Вірменія (вся територія на захід від російсько-турецького кордону, встановленого після війни 1877—1878 років). Домогтися виконання умов Севрського мирного договору Вірменія могла б лише перемогою в черговій війні, проте сили сторін були явно нерівні. На цей період Вірменія мала армію, чисельність якої не складала і 30 тисяч чоловік. Їй протистояла 50-тисячна турецька армія Кязим-паші Карабекіра, що залишалася на кордоні з Вірменією, незважаючи на запеклі бойові дії в Західній Анатолії між турками і грецькою армією, яка також намагалася закріпити свої територіальні придбання відповідно до Севрського мирного договору. Крім регулярних військ, Карабекір міг розраховувати на численні нерегулярні збройні формування, також готові воювати проти вірмен. Що стосується вірменської армії, яку вважали найбільш навченою і дисциплінованою в Закавказзі, вона була морально і фізично виснажена в результаті участі в практично безупинних війнах від 1915 року. Як показали подальші події, Вірменія не могла розраховувати і на серйозну зовнішньополітичну підтримку, тоді як кемалісти користувалися дипломатичною та військовою допомогою з боку Радянської Росії і Азербайджанської РСР.
Нової турецько-вірменської війни можна було б уникнути, якби Вірменії вдалося укласти військовий союз з Грузією, спрямований на спільний захист незалежності і територіальної цілісності закавказьких республік від турецької і радянської експансії. В середині серпня вірменський уряд під впливом нового британського верховного комісара в Закавказзі Клода Стокса зробив деякі кроки в цьому напрямку, проте влади Вірменії і Грузії не змогли подолати існуючі між ними розбіжності, чому також заважала активність турецької дипломатії в Тифлісі.
Тим часом 8 вересня в Ерзурум прибула перша партія радянської допомоги, про яку домовився ще Халіль-паша, якого Мустафа Кемаль відправив у Москву з місією до початку роботи ВНЗТ. Халіль-паша повернувся до Туреччини через Кавказ разом з радянською делегацією, яку очолював Я. Я. Упмале. Її шлях в Анатолію виявився вкрай складним і небезпечним. Місія доставила близько 500 кг золота в зливках, що склало приблизно 125 тисяч золотих турецьких лір. Двісті кілограмів було залишено для потреб Східної турецької армії, а решта 300 кг були відвезені в Анкару і витрачені в першу чергу на платню державним службовцям і офіцерам [10] .
8 вересня в Анкарі відбулося засідання Вищої військової ради за участю генерала Кязима Карабекіра, який запропонував почати загальний наступ на Вірменію. Для узгодження питання з Грузією, в Тифліс виїхав член уряду Юсуф Кемаль-бей, який надіслав звідти телеграму: «Дорога відкрита».
14 вересня в Єреван прибула радянська делегація на чолі з Борисом Леграном, який на наступний день пред'явив вірменському уряду вимоги:
1. Відмовитися від Севрського договору.
2. Дозволити радянським військам пройти через Вірменію для з'єднання з частинами Мустафи Кемаля.
3. Прикордонні суперечки з сусідами вирішувати за посередництва Радянської Росії.

Вірменська делегація відмовилася визнати перший пункт, за іншими ж пунктами погодилася і склала проект договору, за яким Радянська Росія визнавала незалежність Вірменії і входження в її склад Зангезуру. Радянська Росія повинна була виступити посередником між Вірменією і Туреччиною у встановленні вірмено-турецького кордону. Борис Легран умови прийняв, однак договір так і не був підписаний.

## Бойові дії

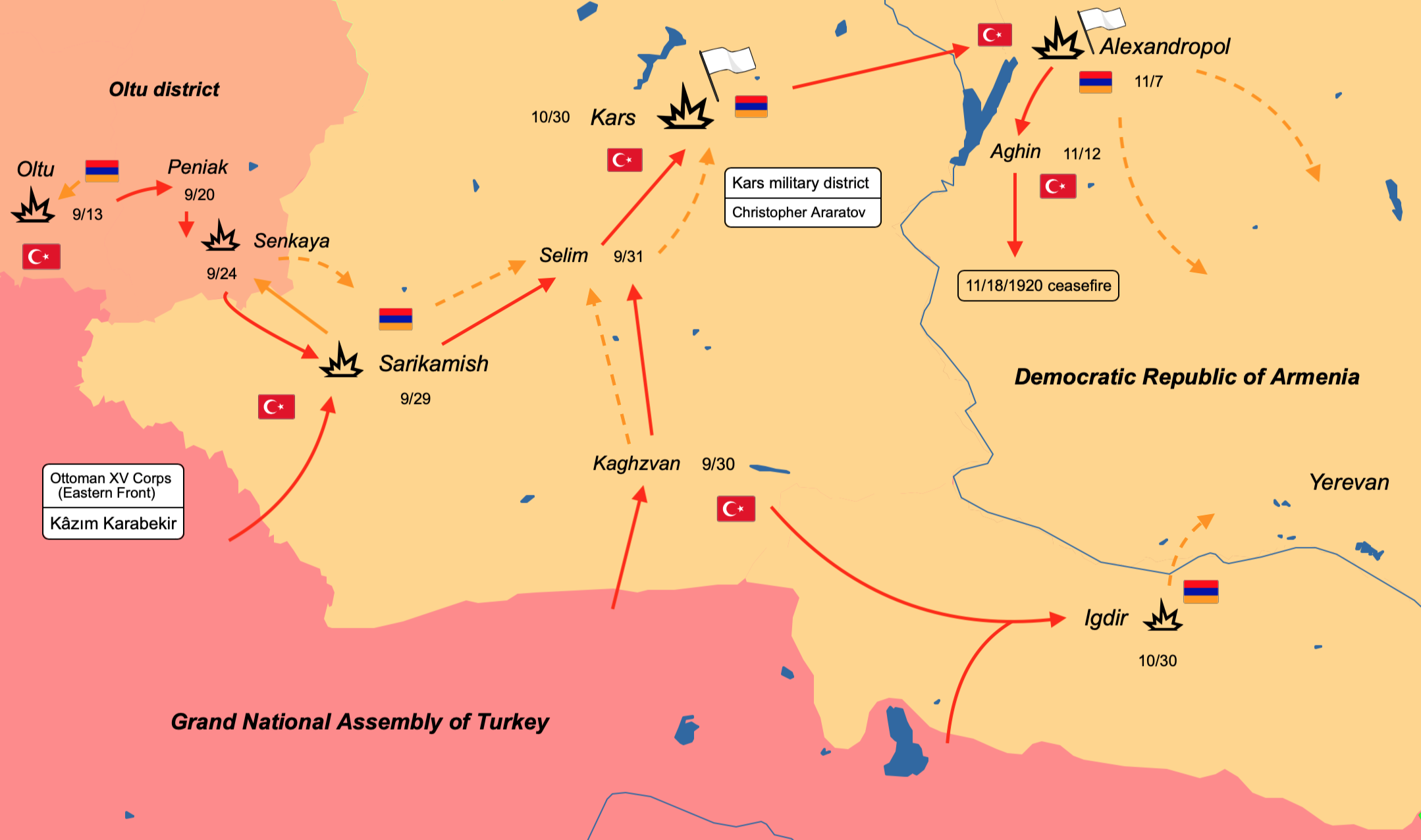
Карта бойових дій

У вірменських і турецьких джерелах вказуються різні дати початку вірмено-турецької війни. Причина розбіжностей полягає в тому, що Туреччина офіційно війну Вірменії не оголошувала, а Вірменія оголосила війну лише 24 вересня; до того ж, як сказано вище, перебували в стані війни фактично з червня 1920 року, коли між ними почалися прикордонні конфлікти.
Керівництво Вірменії явно недооцінило військову та ідеологічну міць турецьких націоналістів і в той же час переоцінило свої власні ресурси і сили, а також потенційну підтримку з боку Заходу. У першій половині вересня турецькі сили зайняли Ольто (Олту) і Пеняк. У цей же період вірменські війська взяли під свій контроль ділянку території Сурмалінського повіту в районі Кульпа. 20 вересня розпочалися широкомасштабні військові дії. 22 вересня вірменські війська атакували позиції турецьких військ в районі селища Бардус (Бардіз). Натрапивши на запеклий опір турецьких військ і зазнавши значних втрат, 24 вересня вірменські війська були змушені відійти до міста Сарикамиш. Турецькі війська 28 вересня перейшли в контрнаступ і, володіючи значною перевагою сил на головних напрямках наступу, зуміли протягом декількох днів зламати опір вірменських військ і зайняти Сарикамиш, Кагизман (29 вересня), Мерденек (30 вересня), вийшли до Ігдиру. Наступаючі турецькі війська спустошували зайняті райони і знищували мирне вірменське населення, яке не встигло або не захотіло рятуватися втечею. У той же час, як повідомлялося, деякі вірменські частини почали етнічні чистки на території Карсської області і Єреванської губернії. Через кілька днів турецький наступ було зупинено, і аж до 28 жовтня бої велися приблизно на цій же лінії.
В ході двотижневого затишшя на турецько-вірменському фронті грузинські війська спробували зайняти південну частину Ардаганского округу, який був предметом територіальної суперечки між Грузією і Вірменією. Ці дії викликали дипломатичний скандал, особливо з огляду на той факт, що вони за часом збіглися з переговорами в Тифлісі про укладення вірмено-грузинського союзу з метою спільного протистояння радянської та турецької експансії. Переговори закінчилися невдачею. Пізніше грузинські війська покинули один із зайнятих ділянок (район Окама), залишивши за собою район озера Чілдир, який 13 жовтня було оголошено власністю Грузії. У зв'язку з поновленням бойових дій на турецько-вірменському фронті, Вірменія не змогла стати цьому на заваді.
13 жовтня вірменські війська зробили спробу контрнаступу з боку Карса, яка, однак, не мала успіху. Після цієї невдачі широкого розмаху набуло дезертирство з лав вірменської армії. Цьому сприяли розповсюджувалися чутки про турецько-радянському союзі і усвідомлення відсутності зовнішньополітичної підтримки. На початку жовтня Вірменія звернулася до урядів Великої Британії, Франції, Італії та інших союзних держав з проханням про допомогу — дипломатичному тиску на Туреччину, проте великі держави були зайняті своїми власними проблемами, і єдиною державою, яка відреагувала, стала Греція, активізувала бойові дії проти кемалістів на заході Малої Азії. Цього, однак, виявилося недостатньо, щоб змусити Туреччину послабити тиск, який чинився на вірменські сили. США обіцяної допомоги Вірменії так і не надали.
28 жовтня турецькі війська відновили загальний наступ, взяли під свій контроль південну частину Ардаганського округу та 30 жовтня оволоділи Карсом (при цьому було взято в полон близько 3 тис. солдатів, 30 офіцерів і 2 генерала вірменської армії). Після падіння Карса відступ вірменської армії набув безладного характеру, і через п'ять днів турецькі війська підійшли до річки Арпачай (Ахурян), загрожуючи Олександрополю. 3 листопада уряд Вірменії запропонував турецькій стороні перемир'я. Командувач турецької Східної армією генерал Кязим-паша Карабекір зажадав від вірменського командування здати Олександрополь, передати під турецький контроль залізниці і мости в цьому районі і відвести вірменські частини на відстань 15 км на схід від річки Ахурян. Командування вірменських військ виконало ці умови.
Тим часом 6 листопада Грузія заявила про свій нейтралітет.
7 листопада турецькі війська зайняли Александрополь, і генерал Карабекір висунув вірменському командуванню ще жорсткіші вимоги, рівнозначні вимозі капітуляції: протягом 24 годин передати турецьким військам 2 тис. гвинтівок, 20 станкових і 40 ручних кулеметів, усі речі, 3 артилерійські батареї з упряжними кіньми, 6 тис. гарматних снарядів, 2 паровози, 50 вагонів і відвести свої війська на схід від лінії річки Арпачай — станції Алагьоз  — станції Налбандов — Воронцовка.
Парламент Республіки Вірменія на надзвичайному засіданні відкинув ці вимоги і ухвалив рішення звернутися до Радянської Росії з проханням про посередництво.
11 листопада турецькі війська відновили військові дії в районах Калтахчі і Агін, продовжуючи тіснити вірменські війська, що відступали на схід уздовж залізниці Александрополь  — Каракліс. Результат війни був фактично вирішений: вірменські війська не хотіли воювати, дезертирство набуло величезних розмірів. 12 листопада турки зайняли станцію Агин. Одночасно турецькими військами було завдано удару в районі міста Ігдир. Вірменські війська і населення почали евакуацію з Сурмалінського повіту, переправляючись через Аракс у районі Ечміадзіна.
З цього моменту турецький наступ на Єреван розгорнувся з двох сторін. Вірменська армія була фактично знищена, а вся територія Вірменії, крім районів Єревана і озера Севан, була зайнята турками. Постало питання про збереження вірменської держави і вірмен як нації. Цікаво, що саме на початку листопада президент США Вільсон закінчив роботу над пропозиціями про турецько-вірменський кордон за умовами Севрського мирного договору.
13 листопада грузинські війська взяли під свій контроль нейтральну зону, встановлену між двома державами на початку 1919 року. Це було зроблено за згодою уряду Вірменії, який намагався таким чином запобігти турецькій окупації цієї спірної території. Грузинські війська, однак, на цьому не зупинилися і, продовжуючи рух на південь, захопили весь сектор Лорі, на який Тифліс претендував з дня проголошення незалежності. За результатами поспішно проведеного плебісциту Грузія приєднала цю територію. 15 листопада представник кемалістського уряду в Тифлісі надав Грузії гарантії територіальної цілісності в нагороду за її нейтралітет у вірмено-турецькому конфлікті.
В середині листопада розгорнувся турецький наступ на Єреван з території Нахічевані, в якому взяли участь і частини 11-ї армії РСЧА. 15-16 листопада деморалізовані вірменські війська залишили Шахтахти і весь Шарур майже без опору, зупинивши турецько-радянський наступ лише 17 листопада в районі Давалу.
15 листопада уряд Республіки Вірменія звернувся до Великих національних зборів Туреччини з пропозицією почати мирні переговори. 18 листопада було укладено вірмено-турецьке перемир'я строком на 10 днів, яке незабаром продовжили до 5 грудня.

## Александропольський мир
На запит про наміри Антанти, зроблений в Тифлісі вірменським представником Олександром Хатісовим, представник Англії Стокс заявив, що Вірменії не залишається нічого окрім як вибрати з двох лих менше: мир з Радянською Росією.
22 листопада 1920 року Чичерін призначив Буду Мдівані посередником на вірмено-турецьких переговорах, проте турки відмовилися визнати посередництво Мдівані. 23 листопада в Александрополь виїхала вірменська делегація. 2 грудня Карабекір, який очолював в Олександрополі турецьку делегацію, висунув Вірменії ультиматум, за умовами якого Вірменія не могла утримувати армію понад 1500 осіб; Карс і Сурмалу вважалися спірними територіями до референдуму; Карабах і Нахічевань перебували під мандатом Туреччини до остаточного вирішення їх статусу. У ніч на 3 грудня дашнакські представники підписали цей договір, при тому що до того моменту вже був підписаний договір з представником Радянської Росії про радянізацію Вірменії.

## Встановлення радянської влади у Вірменії
29 листопада 1920 року група вірменських більшовиків за допомогою радянської 11-ї армії і військ радянського Азербайджану увійшла в місто Іджеван і проголосила створення Революційного комітету, повстання проти дашнакського уряду і встановлення радянської влади у Вірменії.
30 листопада того ж року радянський повірений представник Борис Легран ультимативно зажадав входження Вірменії в радянську сферу, після чого 2 грудня між ним і представниками уряду Вірменії (Дроі Тертеряном) було підписано угоду, згідно з якою: Вірменія проголошувалася незалежною соціалістичною республікою; утворювався Тимчасовий військово-революційний комітет у складі 5 членів від Комуністичної партії і лівих дашнаків та 2 членів Дашнакцутюн за угодою з комуністами; Москва визнавала за Вірменією: Єреванську губернію, частину Карської області, Зангезурський повіт і частину Казахського повіту; офіцери вірменської армії і члени партії Дашнакцутюн не повинні були піддаватися ніяким репресіям. 4 листопада в Єреван вступила Червона армія, а 6 листопада туди ж прибув Ревком, який відмовився визнавати підписану з дашнаками угоду, після чого почалися збройні зіткнення.

## Наслідки
Ревком заявив про невизнання Александропольського миру. Фактично доля турецько-вірменського кордону була вирішена в лютому-березні 1921 року на конференції в Москві. Підписаний 16 березня Московський договір (1921) залишав Карс і Ардаган Туреччині. Були чітко визначені кордони Вірменії, колишній Нахічеванський повіт передавався Азербайджанській РСР, колишній Зангезурський повіт передавався Вірменії, обговорювалося виведення турецьких військ з Александрополя, що завершилося до середини травня. Формально, нові умови були оформлені Карським договором, підписаним 13 жовтня 1921 року закавказькими урядами з Туреччиною, який нинішня Республіка Вірменія не визнає.